# 無斑鯧鰺
無斑鯧鰺（学名：Trachinotus maxillosus），為輻鰭魚綱鱸形目鱸亞目鰺科鯧鰺屬下的一個種，分布於東大西洋塞內加爾至安哥拉海域，幼魚時期體呈菱形，隨年齡成長體呈橢圓形且側扁，額頭突起，吻圓鈍，背鰭及臀鰭軟條延長，尾鰭叉型，體上半部為藍灰色，腹部為銀白色，魚鰭為暗色，體長可達80公分，棲息在沿海淺海域或河口區，可作為食用魚。